# Capitán de corbeta

Modèle:Voir paronymie
Capitán de corbeta (en français : capitaine de corvette) est un grade militaire espagnol.

## Description

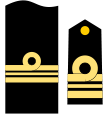
Capitán de corbeta.

Capitán de corbeta est un grade d'officier dans l'Armada Española, la marine militaire espagnole. Selon la classification de l'OTAN, c'est un grade OF-3, il trouve donc son équivalent chez les capitaines de corvette des marines française, belge et canadienne ou les lieutenant commander des marines britannique et américaine.

## Sources
- Stanag 2016, OTAN